# Didymostoma aurotinctalis
Didymostoma aurotinctalis là một loài bướm đêm trong họ Crambidae.